# Fabián Show
Marcelo Fabián Pereyra, cuyo nombre artístico era Fabián Show (Pozo del Molle, Córdoba; 10 de junio de 1966 - Bell Ville, Córdoba; 10 de diciembre de 2016), fue un animador y cantante de cuarteto argentino.

## Carrera

### 2000-2011: Inicios
Según cuenta su amigo en el homenaje póstumo que emitió Sin codificar, irónicamente fue luego de un accidente automovilístico que casi le cuesta la vida que se decidió a incursionar en el mundo de la música, Con su look característico, su manera de interpretar canciones y sus ocurrencias en los distintos escenarios que visitaba, entró al mundo argentino del cuarteto a mediados de 2000. Interpretó temas como «Conga», «Volverás a mi cama», «Tengo mujer», «Chiquilina», «El Federal» entre muchos otros. El Rincón de Amigos, programa del Canal 2 de Bell Ville, fue el espacio televisivo local en el que pudo desplegar su particular manera de interpretar sus canciones. También solía aparecer en pantalla con Rosalía, conocida como "la bailarina del pueblo" y Pichirica, quien interpretaba temas junto con Fabián y quienes sin duda también aportaron lo suyo para darle el sello característico que dio y sigue dando muchas alegrías y risas a la gente que llega a ver sus videos.
Había nacido en la localidad de Pozo del Molle, pero desde muy joven se radicó con su familia en Bell Ville, donde forjó su carrera. Según el contó en varias ocasiones, llegó a dedicarse a la música a raíz de un accidente de tránsito que sufrió y por el cual entró en una depresión muy profunda, hasta que se le ocurrió empezar a interpretar temas como siempre había soñado y eso lo ayudó a salir adelante. Muy querido por la gente debido a la alegría, humildad, felicidad, entre otras tantas cosas que transmitía a la hora de cantar y que no tienen explicación con palabras.

### 2012-2016: Televisión Argentina y Redes Sociales
Cobró notoriedad a nivel nacional a partir de su presentación en el programa televisivo Sin Codificar en 2012 conducido por Diego Korol, tras lo cual sus videos comenzaron a viralizarse por las redes sociales, especialmente por YouTube y WhatsApp, en la primera plataforma mencionada las visualizaciones de sus actuaciones musicales pasaron los millones de visitas.
Sus presentaciones fueron muy parodiadas también en Bendita TV y en el especial de Me colgué del cable de Duro de domar. Su revuelo en las redes sociales fue tan importante que se llegó a fundar un Fan Club Oficial.
También participó en varios eventos como el de la fiesta Me estás cachando que se llevó a cabo en Mundo Rojo Multiespacio, junto a Pablo Ruiz.
Participó eventualmente de las ediciones del programa Peligro: Sin codificar desde el año 2012 hasta el 2016 en secciones de este como "Descartados" (parodia de Elegidos) o las presentaciones de Yayo Guridi como "El Intendente".

## Fallecimiento
El cantante murió a los 48 años de edad en un accidente de tránsito ocurrido a las 0:55 del 10 de diciembre de 2016 cuando regresaba de una presentación en la localidad cordobesa de Ucacha y se dirigía hacia Bell Ville, lugar donde residía. El siniestro ocurrió a la altura del kilómetro 508 de la ruta nacional 9, en la denominada Curva de La Sultana.
El hecho ocurrió entre las localidades de Morrison y Bell Ville, a unos 200 kilómetros al sudeste de la ciudad de Córdoba. Por causas aún desconocidas, Pereyra perdió el control de la furgoneta Peugeot Partner que conducía, y tras dar varios tumbos chocó contra una columna.
El artista murió en el impacto y su acompañante, identificado como Gastón Sortino, de ese entonces 36 años sufrió heridas leves y fue derivado al hospital regional de Bell Ville.

## Reconocimiento póstumo
Unos días después del fallecimiento de Pereyra el programa Peligro: Sin codificar le rindió un homenaje dirigiéndose a Bell Ville, ciudad donde vivió el cuartetero y entrevistó a familiares, seres queridos y vecinos del mismo. También el programa Bendita TV le dedicó una parte de su programa hablando con personas relevantes en la vida artística de Fabián como su compañero de shows Pichirica y también Fernando "Pepo" Rodríguez, uno de los encargados de las primeras presentaciones del cuartetero.
Durante la Pandemia de COVID-19 en los años 2020 y 2021 el cantante ganó un gran reconocimiento en la plataforma de TikTok como forma de "meme" en clips que se tomaron de sus actuaciones famosas, obtuvo millones de visualizaciones en vídeos. El nombre "Fabián Show" alcanzó más de 1,8 billones de visualizaciones en la plataforma mencionada. En septiembre del año 2021 el grupo musical Los Reyes del Cuarteto lanzó el sencillo «Volverás a mi cama» de Sebastián y tomaron un clip completo de una presentación de Fabián en la que interpretaba el mismo tema para terminar publicándolo en forma de homenaje.
El 30 de enero del año 2022 se iba a estrenar el documental de la vida del showman titulado "Que no se acabe el Show" en la ciudad de Villa María, el cual finalmente fue presentado el 17 de febrero de ese mismo año.
El 17 de marzo de 2023, la cantante Rosalía en el Lollapalooza Argentina imitó el famoso paso de Fabián Show en el sencillo de «Conga» cuando la segunda voz, Pichirica, le marca a la bailarina Rosalía que estaba descoordinada con los pasos.

## Filmografía
| Año  | Título                  | Papel      | Ref    |
| ---- | ----------------------- | ---------- | ------ |
| 2022 | Que no se acabe el Show | «él mismo» | [ 20 ] |

## Temas interpretados
El cuartetero interpretó distintos temas de diversos artistas y también propios.

#### Sencillos propios
- Conga
- Tengo mujer
- Bella
- Pollera blanca, camisa colorada
- Ruleta Rusa

#### Sencillos ajenos
- Volverás a mi cama (de Sebastián)
- El federal (de La Mona Jiménez)
- No la pueden parar (de Sebastián)
- Chiquilina (de Sebastián)
- Así fue (de Juan Gabriel)
- Tu cariño se me va (de Sebastián)
- Septiembre (de Miguel Alejandro)
- Vivir así es morir de amor (de Camilo Sesto)